# Forêts des massifs centraux de Tasmanie
Localisation
Les forêts des massifs centraux de Tasmanie forment une écorégion définie par le fonds mondial pour la Nature (WWF). Elle couvre le centre de l'île de Tasmanie. Elle appartient à l'écozone australasienne et au biome des forêts tempérées décidues et mixtes. 

## Protection
32,18% de la surface de l'écorégion sont couverts d'aires protégées, avec notamment les parcs nationaux de Cradle Mountain-Lake St Clair (1614,43 km²) et Walls of Jerusalem (518 km²).